# 鹤庆唐松草
鹤庆唐松草（学名：Thalictrum scabrifolium var. leve）为毛茛科唐松草属下的一个变种。

## 扩展阅读
- 維基物種上的相關：鹤庆唐松草